# Oecanthus turanicus
Oecanthus turanicus är en insektsart som beskrevs av Boris Petrovich Uvarov 1912. Oecanthus turanicus ingår i släktet Oecanthus och familjen syrsor. Inga underarter finns listade i Catalogue of Life.